# Addendum (Medienprojekt)
Addendum. das was fehlt (lateinisch addendum ‚das Hinzuzufügende‘) war ein österreichisches Medienprojekt. Es wurde über die Quo Vadis Veritas Privatstiftung (lateinisch Quo vadis veritas ‚Wohin gehst du, Wahrheit‘) von Dietrich Mateschitz finanziert. Die Erstveröffentlichung erfolgte am 25. September 2017. Herausgeber und Chefredakteur war Michael Fleischhacker. Im August 2020 gab man die Einstellung der Plattform bekannt, am 14. September 2023 wurde die Website vom Netz genommen.

## Geschichte
Am 8. April 2017 wurde bekannt, dass Mateschitz die Quo Vadis Veritas Privatstiftung eingerichtet hatte, um damit eine Rechercheplattform zu finanzieren. Dazu wurde die Quo Vadis Veritas Redaktions GmbH (QVV) gegründet. Geschäftsführer von QVV waren Michael Fleischhacker und Niko Alm, ersterer mit inhaltlicher Zuständigkeit und letzterer mit kaufmännischer. Zum Team stießen in der Anfangszeit Anna Schneider (zuletzt Referentin für Verfassungsrecht im NEOS-Parlamentsklub), Judith Denkmayr (zuvor Vice) und der Journalist Rainer Fleckl. Während des Aufbaus wurden für QVV weitere Journalisten und Medienfachleute engagiert, darunter Alexander Millecker, Andreas Wetz (zuvor Die Presse), Christine Grabner (zuvor ORF), Georg Renner und Moritz Moser (beide zuvor NZZ.at) und weitere.
Im Juli 2017 zogen so etwa 40 Mitarbeiter in die Redaktionsräumen in Wien-Neubau.
Viele Mitarbeiter verließen das Projekt jedoch bereits im ersten Jahr, darunter auch Alexander Millecker und alle anderen ehemaligen ATV-Mitarbeiter außer Martin Thür, der erst 2019 zum ORF wechselte. Anfang August wurde ein „digitaler Briefkasten“ auf der Webseite qvv.at eingerichtet, wo Whistleblower und Informanten anonym vertrauliche Dokumente oder Informationen übermitteln können. Als Ergebnis der Arbeit der Quo Vadis Veritas Redaktions GmbH wurde am 8. September 2017 Addendum vorgestellt. Am 25. September 2017 wurden Teile des ersten Projekts auf der Webseite addendum.org veröffentlicht. Im September 2018 wurde Stefan Kaltenbrunner Mitglied der Chefredaktion der Quo Vadis Veritas Redaktions GmbH, wechselte aber im Sommer 2019 zu Puls 4.
Unter dem Label Edition QVV veröffentlicht Quo Vadis Veritas seit 2018 auch Bücher. Das erste Buch Kulturkampf im Klassenzimmer – Wie der Islam die Schulen verändert von Susanne Wiesinger erschien am 10. September 2018. Das nächste erscheint im Jänner 2020: Machtkampf im Ministerium. Es sei ein Buch pro Quartal geplant.
Im Dezember 2018 wurde der Start des Printprodukts Addendum-Zeitung bekanntgegeben.

## Inhalte
Addendum positionierte sich offen als Gegenpol zu einem „Meinungsdiktat des politisch Korrekten“ (so Mateschitz zur Kleinen Zeitung). Zum Start wählte man Themen von Asyl („Asyl. Ein Konzept von gestern?“) bis Islamisierung („Brennpunkt Schule: Machtlos gegen islamische Einflüsse?“). Demokratiekritik, vom Vorwurf der Faulheit beim gemeinsam mit Neuwal unternommenen Projekt Politometer, das neben dem Abstimmungsverhalten die An- oder Abwesenheit der 183 Abgeordneten zum Nationalrat fotografisch und statistisch erfassen sollte, bis hin zur Systemfrage („Ist Demokratie wirklich eine gute Idee“) führten zu Vergleichen mit US-amerikanischen Medien wie Breitbart. Nach Eigendarstellung ging es um einen „rekonstruktiven Journalismus […] zur Wiederherstellung einer gemeinsamen Faktenbasis für eine qualifizierte politische Debatte“. Sechs Wochen und bis zu zehn Personen sollten dazu ein Thema tiefer durchdringen, als es der tagesaktuellen Presse möglich sei. Die (geschriebenen) Artikel sollten dabei durch wöchentliche, ca. 45-minütige Reportagen auf ServusTV und Online begleitet werden (Im Kontext).
Das Magazin Faktum startete im Februar 2019, doch schon im Juni wurde die Einstellung angekündigt. Michael Fleischhacker erklärte dazu, man sei zu optimistisch gewesen.
Im Jänner 2019 deckte die Rechercheplattform auf, dass die Österreichische Post im Zuge ihrer Tätigkeit als Adressverlag vermeintliche Parteiaffinitäten von 2,2 Millionen Österreichern speichert und für Wahlwerbung verkauft. Nach Bekanntwerden leitete die österreichische Datenschutzbehörde ein Prüfverfahren gegen die Post ein. Die Post selbst kündigte an, alle Infos zu Parteiaffinitäten aus ihren Datensätzen löschen zu wollen. Im Oktober 2019 erging der nicht rechtskräftige erstinstanzliche Bescheid der Datenschutzbehörde, welcher gegen die Post eine Verwaltungsstrafe von 18 Millionen Euro verhängte.

## Rezeption
Angesichts der Themenauswahl und Mateschitz’ Einlassungen verortete Peter Münch Addendum in der Süddeutschen Zeitung im rechtspopulistischen Spektrum als Sprachrohr des „Wut-Milliardärs“ Dietrich Mateschitz und zog einen Vergleich zum US-amerikanischen Breitbart. Ralf Leonhard in der taz bezeichnete diesen Vorwurf als „lächerlich“. Auch nach dem Aus für das Projekt drei Jahre später vertrat er diese Meinung. Sah er Addendum jedoch 2017 noch als „weder links noch klar rechts, weder Boulevard noch für die Intellektuellen gemacht“, so konstatierte er 2020, dass „die Ausrichtung von Addendum politisch eher rechts der Mitte“ gewesen sei.
Jens Jessen bezeichnete Addendum in der Wochenzeitschrift Die Zeit als die „Illusion einer objektiven Berichterstattung“, die benutzt werden würde, „um die Reste bürgerlicher Presse zu denunzieren“ und „in letzter Konsequenz die bürgerliche Öffentlichkeit von rechts zu zersetzen“.
Rainer Stadler lobte Addendum in der Neuen Zürcher Zeitung. In ihrem ersten Dossier habe Addendum auf die „paradoxe Praxis“ in Europa hingewiesen, Flüchtlingen ein Recht auf Asyl zuzuerkennen, aber gleichzeitig alles zu unternehmen, damit dieses Recht nicht in Anspruch genommen werden könne. Addendum stelle die Frage, ob ein Menschenrecht auf Asyl nicht ein „überholtes Konzept“ sei. Addendum betreibe dabei keinen „Kampfjournalismus“, sondern abwägende Dialektik.
Auf wenig Liebe stieß das Projekt jedoch beim Publikum. Auch ein Jahr nach dem Start standen 110.000 monatliche Besucher zitierten Vergleichswerten wie der Kronen Zeitung mit einer Reichweite von 20 Millionen gegenüber. Damit bliebe das Projekt weit hinter den Erwartungen. Zwei Jahre später kam Mäzen Mateschitz zur gleichen Überzeugung und stellte das Projekt am 4. August 2020 ohne Vorankündigung ein. Zur Begründung hieß es, die Ziele der Stiftung seien nicht ausreichend erfüllt worden.

## Auszeichnungen
- 2018: Prälat-Leopold-Ungar-JournalistInnenpreis in der Kategorie Online für Rainer Fleckl, Maria Kern, Christoph Hanslik, Johannes Kaiser und Christine Grabner für das Projekt Wie weit reicht der Arm des Glücksspiels[36]
- 2018: Journalistenpreis Integration des Österreichischen Integrationsfonds in der Kategorie Online für das Projekt Brennpunkt Schule[37]

## Finanzierung
Medieninhaber von Addendum war die Quo Vadis Veritas Redaktions GmbH, deren Gesellschafter zu 100 Prozent die mit einer Million Euro gestartete gemeinnützige Quo Vadis Veritas Privatstiftung war. Stifter waren zu 99 Prozent Dietrich Mateschitz und zu einem Prozent die Servus Medien GmbH, ein Unternehmen der Red Bull Media House GmbH. Begünstigter der Stiftung ist laut Satzung die Allgemeinheit.